# Trimorphomyces
Trimorphomyces — рід грибів родини Trimorphomycetaceae. Назва вперше опублікована 1983 року.

## Класифікація
До роду Trimorphomyces відносять 3 види:
- Trimorphomyces nebularis
- Trimorphomyces papilionaceus
- Trimorphomyces sakaeraticus